# エデン・エスピノーザ
エデン・エスピノーザ（Eden Espinosa、1978年2月2日 - ）は、アメリカ合衆国の女優。カリフォルニア州アナハイム出身。

## 出演作品
- ロボットチキン／スター・ウォーズ　エピソード 3
- レント　ライヴ・オン・ブロードウェイ
- LAW & ORDER　ロー＆オーダー シーズン17